# Sainte-Trinité-des-Monts (titre cardinalice)
Le titre cardinalice de la Très-Sainte-Trinité-des-Monts fut institué le 13 avril 1587 par le pape Sixte Quint par la constitution apostolique Religiosa.
Ce titre est traditionnellement conféré à un cardinal français, puisque la Trinité-des-Monts est l'une des églises nationales françaises de Rome et, depuis 1842, presque toujours à l'archevêque de Lyon, Primat des Gaules.

## Titulaires
- Charles de Lorraine (1587)
- François de Joyeuse (1587-1594)
- Pierre de Gondi (1594-1616)
- Denis-Simon de Marquemont (1626)
- Alphonse-Louis du Plessis de Richelieu, O.Cart. (1635-1653)
- Antonio Barberini le Jeune (1653-1655)
- Girolamo Grimaldi-Cavalleroni (1655-1675)
- César d'Estrées (1675-1698)
- Pierre-Armand du Cambout de Coislin (1700-1706)
- Joseph-Emmanuel de La Tremoille (1706-1720)
- Armand Gaston Maximilien de Rohan de Soubise (1721-1749)
- Vacance (1749-1753)
- Clemente Argenvilliers (1753-1758)
- Pietro Girolamo Guglielmi (1759-1773)
- Bernardino Giraud (1773-1782)
- Giovanni di Gregorio (1785-1791)
- Jean-Siffrein Maury (1794-1817)
- Vacance (1817-1823)
- Anne-Antoine-Jules de Clermont-Tonnerre (1823-1830)
- Louis-François-Auguste de Rohan-Chabot (1831-1833)
- Joachim-Jean-Xavier d'Isoard (1833-1839)
- Louis-Jacques-Maurice de Bonald (1842-1870)
- Vacance (1870-1874)
- René-François Régnier (1874-1881)
- Louis-Marie-Joseph-Eusèbe Caverot (1884-1887)
- Victor-Félix Bernadou (1887-1891)
- Guillaume-René Meignan (1893-1896)
- Jean-Pierre Boyer (1896)
- Pierre-Hector Coullié (1898-1912)
- Hector-Irénée Sevin (1914-1916)
- Louis-Joseph Maurin (1916-1936)
- Pierre-Marie Gerlier (1937-1965)
- Jean-Marie Villot (1965-1974)
- Alexandre-Charles-Albert-Joseph Renard (1976-1983)
- Albert Decourtray (1985-1994)
- Pierre Étienne Louis Eyt (1994-2001)
- Louis-Marie Billé (2001-2002)
- Philippe Barbarin (2003-)

## Sources
- (it) Cet article est partiellement ou en totalité issu de l’article de Wikipédia en italien intitulé « Santissima Trinità al Monte Pincio (titolo cardinalizio) » (voir la liste des auteurs).